# Lutter (Fernsehreihe)
Lutter ist eine von Februar 2007 bis September 2010 ausgestrahlte Krimi-Reihe im ZDF mit Joachim Król in der Titelrolle.

## Handlung
Alex Lutter ist Kriminalhauptkommissar in Essen. Er ermittelt nicht nur in dieser Stadt, sondern auch in der Umgebung im Ruhrgebiet. Das führt ihn in sehr unterschiedliche Milieus, von Industriebrachen bis hin zu modernen Hightech-Standorten, wo er auch mitunter mit unkonventionellen Methoden arbeitet. Lutters besondere Stärken sind seine intuitive Menschenkenntnis und sein ausgeprägtes Gerechtigkeitsempfinden.

## Hintergrund
Nachdem Ende 2009 bekannt wurde, dass Joachim Król neuer Tatort-Ermittler des Hessischen Rundfunks wird, gab das ZDF das Ende von Lutter bekannt.
Der sechste und letzte Teil der Reihe wurde Ende 2009 gedreht und am 4. September 2010 ausgestrahlt. Am 1. September war er bereits auf ZDFneo zu sehen.

## Episodenliste
| Nr. | Originaltitel    | Erstausstrahlung           | Regie              | Drehbuch                      | Zuschauer                     |
| --- | ---------------- | -------------------------- | ------------------ | ----------------------------- | ----------------------------- |
| 1   | Essen is’ fertig | 24. Feb. 2007              | Jörg Grünler       | Dirk Salomon, Thomas Wesskamp | 5,36 Mio.                     |
| 2   | Um jeden Preis   | 17. März 2007              | Jörg Grünler       | Katrin Bühlig, Jörg Grünler   | 5,99 Mio.                     |
| 3   | Blutsbande       | 12. Apr. 2008              | Peter F. Bringmann | Eva Zahn, Volker A. Zahn      | 5,24 Mio.                     |
| 4   | Toter Bruder     | 27. Sep. 2008              | Torsten Wacker     | Thomas Wesskamp, Dirk Salomon | 5,08 Mio.                     |
| 5   | Mordshunger      | 17. Okt. 2009              | Torsten Wacker     | Susanne Boeing                | 4,75 Mio.                     |
| 6   | Rote Erde        | 1. September 2010 (ZDFNeo) | Torsten Wacker     | Florian Oeller                | 4,75 Mio. (ZDF 4. Sept. 2010) |